# Giovanni dei Conti di Segni

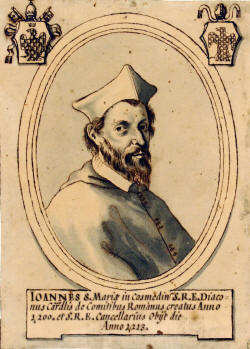
Kardinal Giovanni dei Conti di Segni

Giovanni dei Conti di Segni (* ?; † Anfang Juni 1213) war ein italienischer Kardinal.

## Leben

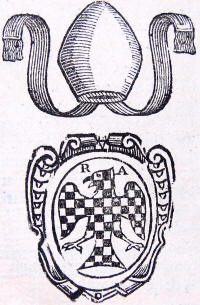
Bischofswappen

Er war Päpstlicher Hauskaplan und Auditor der Römischen Rota.
Im Dezember 1200 wurde er als Kardinalnepot von Papst Innozenz III., der ein Cousin von ihm war, Kardinaldiakon mit der Titeldiakonie Santa Maria in Cosmedin in Rom. In der Zeit vom 10. Dezember 1201 bis zum 6. Mai 1206 beglaubigte er Päpstliche Bullen; zudem war er Päpstlicher Legat in Orvieto und Vizekanzler der Heiligen Römischen Kirche. Im Jahr 1210 war er Kardinalprotodiakon.
Er starb zwischen dem 31. Mai und dem 14. Juni 1213.